# Xalqlar Dostluğu (Metro de Bakú)
Xalqlar Dostluğu es una estación del Metro de Bakú. Se inauguró el 28 de abril de 1989.